# Saint-Jean-sur-Reyssouze
Saint-Jean-sur-Reyssouze és un municipi francès situat al departament de l'Ain i a la regió d'Alvèrnia-Roine-Alps. L'any 2007 tenia 699 habitants.

## Demografia

### Població
El 2007 la població de fet de Saint-Jean-sur-Reyssouze era de 699 persones. Hi havia 294 famílies de les quals 94 eren unipersonals (63 homes vivint sols i 31 dones vivint soles), 78 parelles sense fills, 98 parelles amb fills i 24 famílies monoparentals amb fills.
La població ha evolucionat segons el següent gràfic:
Habitants censats

### Habitatges
El 2007 hi havia 373 habitatges, 301 eren l'habitatge principal de la família, 44 eren segones residències i 29 estaven desocupats. 346 eren cases i 26 eren apartaments. Dels 301 habitatges principals, 222 estaven ocupats pels seus propietaris, 72 estaven llogats i ocupats pels llogaters i 7 estaven cedits a títol gratuït; 3 tenien una cambra, 16 en tenien dues, 49 en tenien tres, 91 en tenien quatre i 142 en tenien cinc o més. 225 habitatges disposaven pel capbaix d'una plaça de pàrquing. A 132 habitatges hi havia un automòbil i a 140 n'hi havia dos o més.

### Piràmide de població
La piràmide de població per edats i sexe el 2009 era:
| Homes | Edats   | Dones |
| ----- | ------- | ----- |
| 0     | 95 o +  | 0     |
| 0     | 90 a 94 | 0     |
| 4     | 85 a 89 | 4     |
| 8     | 80 a 84 | 4     |
| 24    | 75 a 79 | 28    |
| 36    | 70 a 74 | 24    |
| 8     | 65 a 69 | 16    |
| 8     | 60 a 64 | 8     |
| 12    | 55 a 59 | 12    |
| 12    | 50 a 54 | 24    |
| 40    | 45 a 49 | 28    |
| 32    | 40 a 44 | 20    |
| 4     | 35 a 39 | 20    |
| 20    | 30 a 34 | 12    |
| 16    | 25 a 29 | 12    |
| 20    | 20 a 24 | 8     |
| 16    | 15 a 19 | 12    |
| 28    | 10 a 14 | 12    |
| 16    | 5 a 9   | 16    |
| 12    | 0 a 4   | 16    |

## Economia
El 2007 la població en edat de treballar era de 441 persones, 319 eren actives i 122 eren inactives. De les 319 persones actives 289 estaven ocupades (168 homes i 121 dones) i 31 estaven aturades (15 homes i 16 dones). De les 122 persones inactives 55 estaven jubilades, 33 estaven estudiant i 34 estaven classificades com a «altres inactius».

### Ingressos
El 2009 a Saint-Jean-sur-Reyssouze hi havia 299 unitats fiscals que integraven 713 persones, la mediana anual d'ingressos fiscals per persona era de 17.254 €.

### Activitats econòmiques
Dels 25 establiments que hi havia el 2007, 3 eren d'empreses alimentàries, 2 d'empreses de fabricació d'altres productes industrials, 5 d'empreses de construcció, 7 d'empreses de comerç i reparació d'automòbils, 1 d'una empresa d'hostatgeria i restauració, 2 d'empreses immobiliàries, 2 d'empreses de serveis i 3 d'empreses classificades com a «altres activitats de serveis».
Dels 7 establiments de servei als particulars que hi havia el 2009, 2 eren tallers de reparació d'automòbils i de material agrícola, 1 paleta, 2 lampisteries, 1 electricista i 1 perruqueria.
Dels 3 establiments comercials que hi havia el 2009, 1 era un supermercat, 1 una botiga de més de 120 m² i 1 una botiga de menys de 120 m².
L'any 2000 a Saint-Jean-sur-Reyssouze hi havia 45 explotacions agrícoles que ocupaven un total de 1.885 hectàrees.

## Equipaments sanitaris i escolars
El 2009 hi havia una escola elemental integrada dins d'un grup escolar amb les comunes properes formant una escola dispersa.

## Poblacions més properes
El següent diagrama mostra les poblacions més properes.